# Doctor in beide rechten
Een doctor in beide rechten (Latijn: doctor utriusque juris, juris utriusque doctor of doctor juris utriusque) heeft een doctoraat behaald in zowel het Romeins recht als het canoniek recht.
In West-Europa zijn het Romeins recht en het Canoniek recht de oudste civielrechtelijke tradities in Europa. Waarbij het Romeins recht in de Romeinse tijd is ontstaan en het Canoniek recht in de eerste dagen van het christendom. Aan verschillende Europese universiteiten was het dan ook mogelijk voor academici om zich in beide rechtsgebieden te verdiepen. In de beide rechten promoveren was van de middeleeuwen tot aan vroeg moderne tijd gebruikelijk, maar ook in de moderne tijd zijn er nog enkele universiteiten waar in de beide rechten gepromoveerd kan worden. Zeker in de vroege middeleeuwen was er veel vraag naar academici die beide rechtsgebieden beheersten. Het was dan ook pas in de dertiende eeuw dat er voldoende academici waren die gepromoveerd waren in de beide rechten om aan de vraag te voldoen. Het zwaartepunt lag in Italië en Frankrijk rond 1250 en in Duitsland 200 jaar later, namelijk rond 1450.
Doordat beide rechtsgebieden gelijktijdig bestudeerd konden worden, werden de rechtsgebieden door elkaar beïnvloed.